# Rullstolscurling vid paralympiska vinterspelen 2006
Rullstolscurling vid paralympiska vinterspelen 2006 vanns av Kanada, som besegrade Storbritannien med 7–4 i finalen. Sverige fick brons, då de slog Norge med 10–2 i bronsmatchen.
Matcherna spelades i Pinerolo Palaghiaccio i Pinerolo, cirka 50 kilometer sydväst om Turin.

## Resultat

### Gruppspel
- Omgång 1:
  - Storbritannien - Schweiz 3–4
  - Danmark - Kanada 3–6
  - Sverige - USA 6–4
  - Italien - Norge 3–9

- Omgång 2:
  - USA - Norge 3–10
  - Sverige - Italien 1–7
  - Schweiz - Kanada 1–5
  - Storbritannien - Danmark 5–3

- Omgång 3:
  - Sverige - Kanada 5–4
  - Storbritannien - Norge 6–7
  - Italien - Danmark 4–5
  - Schweiz - USA 2–6

- Omgång 4:
  - Danmark - USA 5–4
  - Italien - Schweiz 0–14
  - Storbritannien - Sverige 7–2
  - Norge - Kanada 6–7

- Omgång 5:
  - Italien - Storbritannien 5–8
  - Kanada - USA 4–5
  - Danmark - Norge 7–3
  - Sverige - Schweiz 5–6

- Omgång 6:
  - Schweiz - Danmark 2–8
  - Norge - Sverige 4–7
  - Kanada - Storbritannien 7–6
  - USA - Italien 1–6

- Omgång 7:
  - Kanada - Italien 5–3
  - USA - Storbritannien 2–5
  - Norge - Schweiz 5–4
  - Danmark - Sverige 2–10

- Skiljematch:
  - Norge - Danmark 4–3

### Slutspel
- Semifinaler:
  - Kanada - Norge 5–4
  - Storbritannien - Sverige 7–3

- Bronsmatch:
  - Sverige - Norge 10–2

- Final:
  - Storbritannien - Kanada 4–7